# Целина, Берсант
Берсант Целина (родился 9 сентября 1996 года в Призрене, Югославия) — норвежский футболист, косовский албанец, полузащитник клуба «АИК» и сборной Косова.

## Клубная карьера
Начинал свою карьеру в норвежском «Стрёмсгодсете». В 2012 году он присоединился к молодёжной команде английского «Манчестер Сити». Он стал привлекаться к матчам первой команды ещё в декабре 2014 года, однако дебютировал в её составе лишь в 2016 году. 6 февраля дебютировал в английской Премьер-лиге в матче против клуба «Лестер Сити», заменив на 77-й минуте Давида Сильву. В сезоне 2016/17 выступал на правах аренды за нидерландский «Твенте». 31 июля 2018 года перешел в клуб «Суонси Сити» из «Манчестер Сити». Первый гол за новый клуб забил в матче против «Ипсвич Таун».
31 июля 2018 за 3 миллиона фунтов стерлингов перешёл в «Суонси Сити» подписав четырёхлетний контракт. Дебютировал за новый клуб 4 августа в матче с «Шеффилд Юнайтед» (2:1).

## Карьера в сборной
Берсант представляет Норвегию на молодёжном уровне. Однако он также провёл две неофициальные игры в составе сборной Косово.

## Статистика выступлений

### В сборной
| Матчи и голы Берсанта Целины за сборную Косова | Матчи и голы Берсанта Целины за сборную Косова | Матчи и голы Берсанта Целины за сборную Косова   | Матчи и голы Берсанта Целины за сборную Косова | Матчи и голы Берсанта Целины за сборную Косова | Матчи и голы Берсанта Целины за сборную Косова | Матчи и голы Берсанта Целины за сборную Косова |
| №                                              | Дата                                           | Место проведения                                 | Соперник                                       | Счёт                                           | Голы                                           | Соревнование                                   |
| ---------------------------------------------- | ---------------------------------------------- | ------------------------------------------------ | ---------------------------------------------- | ---------------------------------------------- | ---------------------------------------------- | ---------------------------------------------- |
| 1                                              | 7 сентября 2014                                | Городской стадион, Приштина                      | Оман                                           | 1:0                                            | —                                              | Товарищеский матч                              |
| 2                                              | 13 ноября 2015                                 | Городской стадион, Приштина                      | Албания                                        | 2:2                                            | 1                                              | Товарищеский матч                              |
| 3                                              | 3 июня 2016                                    | Фольксбанк Штадион Франкфурт, Франкфурт-на-Майне | Фареры                                         | 2:0                                            | —                                              | Товарищеский матч                              |
| 4                                              | 5 сентября 2016                                | Веритас, Турку                                   | Финляндия                                      | 1:1                                            | —                                              | Квалификация ЧМ 2018                           |
| 5                                              | 6 октября 2016                                 | Лоро Боричи, Шкодер                              | Хорватия                                       | 0:6                                            | —                                              | Квалификация ЧМ 2018                           |
| 6                                              | 24 марта 2017                                  | Лоро Боричи, Шкодер                              | Исландия                                       | 1:2                                            | —                                              | Квалификация ЧМ 2018                           |
| 7                                              | 6 октября 2017                                 | Лоро Боричи, Шкодер                              | Украина                                        | 0:2                                            | —                                              | Квалификация ЧМ 2018                           |
| 8                                              | 9 октября 2017                                 | Лаугардалсвёллур, Рейкьявик                      | Исландия                                       | 0:2                                            | —                                              | Квалификация ЧМ 2018                           |
| 9                                              | 24 марта 2018                                  | Жан Роллан, Франконвиль                          | Мадагаскар                                     | 1:0                                            | —                                              | Товарищеский матч                              |
| 10                                             | 27 марта 2018                                  | Жан Роллан, Франконвиль                          | Буркина-Фасо                                   | 2:0                                            | —                                              | Товарищеский матч                              |

Итого: 10 матчей / 1 гол; eu-football.info.